# Rauco (Creta)

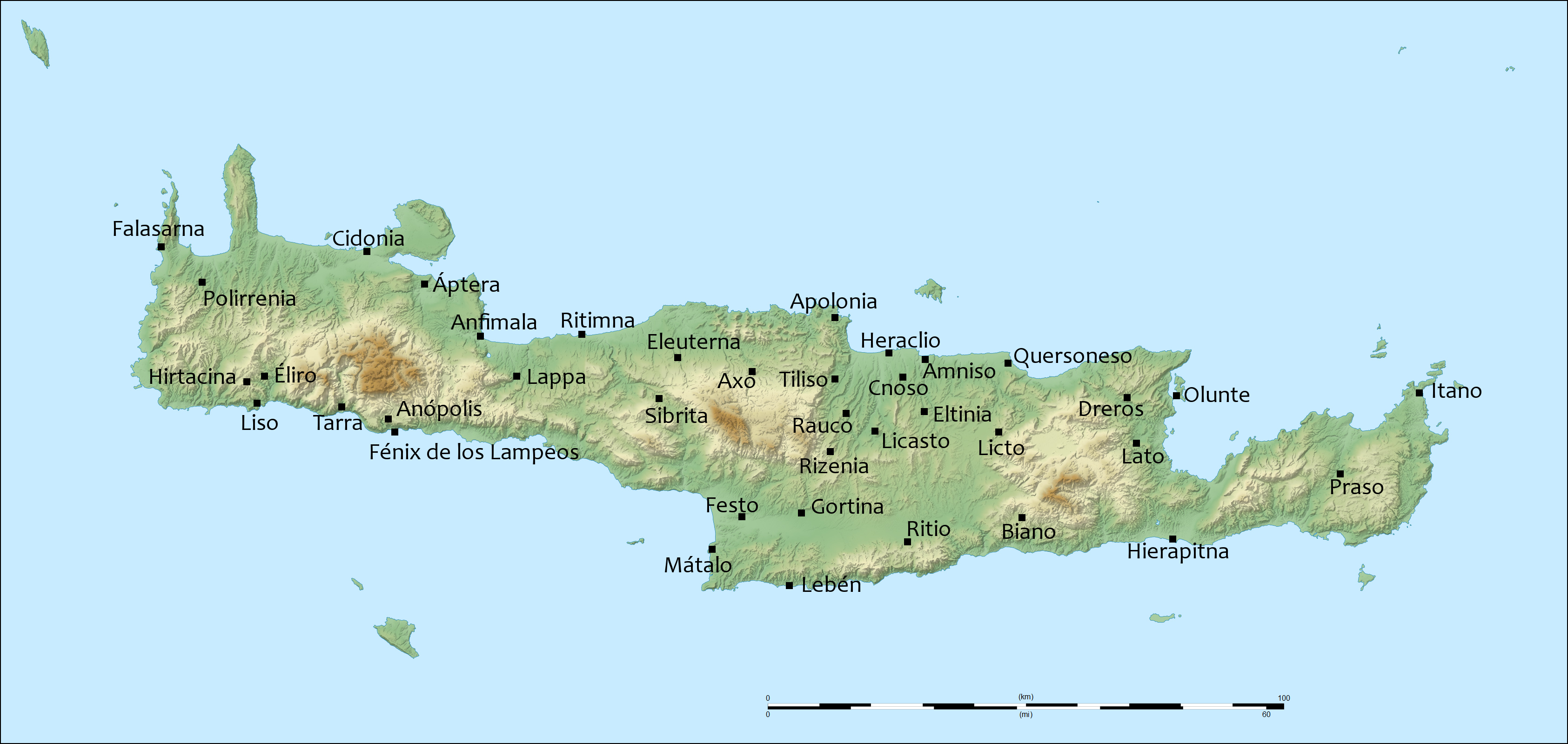
Mapa de Creta con la ubicación de algunas de las principales ciudades en los periodos clásico y helenístico donde figura Rauco, en la zona central de la isla, al suroeste de Cnoso.

Rauco (en griego, Ραῦκος) es el nombre de una antigua ciudad griega de Creta.
Había una tradición de decía que, a causa de las acometidas de un enjambre de abejas provocada por los dioses, los habitantes de Rauco se vieron obligados a cambiar el emplazamiento de su ciudad, y llamaron a la nueva ciudad que fundaron con el mismo nombre de Rauco.
Polibio señala que, hacia el año 184 a. C. Gortina, que estaba en disputa con los de Cnosos, había concedido a los raucios el territorio de Licastio, pero poco después el emisario romano Apio ordenó la restitución a Cnosos de este territorio.
Posteriormente la cita en el marco de una guerra, hacia 167/6 a. C. de Rauco contra Rodas y Gortina. Estas dos últimas ciudades juraron no cejar en la guerra hasta que hubieran tomado Rauco por la fuerza.
Rauco es mencionada también en una lista de las ciudades cretenses citadas en un decreto de Cnosos de hacia los años 259/233 a. C. así como en la lista de las ciudades cretenses que firmaron una alianza con Eumenes II de Pérgamo en el año 183 a. C.
Se conservan monedas acuñadas por Rauco fechadas desde aproximadamente los años 330-280/70 a. C. donde figura la inscripción «ΡΑΥΚΙΟΝ».
Estaba situada en la parte central de la isla, entre las ciudades de Cnosos y Gortina. Sus restos se localizan en la actual Agios Mironas.